# 新田均 (野球)
新田 均（しんた ひとし、1957年1月9日 ‐ ）は、日本の高校野球指導者。島根県出身。

## 来歴
島根県立浜田高等学校から日本体育大学に進む。
1979年、大学卒業後に母校の浜田高校野球部監督に就任すると、第61回全国高等学校野球選手権大会に出場。1981年まで3年連続で選手権大会出場を果たした。1982年に中学校教諭となり8年務めたのち、島根県立大社高等学校に異動して高校球界に復帰。1992年、第74回全国高等学校野球選手権大会に同校を導いた。1995年に再び、浜田高校に赴任、1997年からは3年連続で選手権大会に出場を果たし、1998年の第80回全国高等学校野球選手権大会ではベスト8進出、1999年は選抜大会にも出場した。2004年に島根県立川本高等学校（のち島根県立島根中央高等学校）に赴任し、2018年まで野球部を指導。2021年から再び島根中央高等学校を指揮する。
2021年より、島根中央高校のある川本町より、同校魅力化推進コーディネーターの委嘱を受けた。

## 指導した選手
- 清水雅治
- 和田毅